# مطار مروي

مطـار مروي الدولي

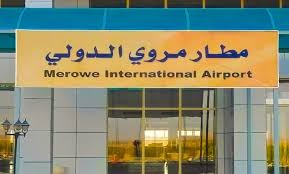
مطار مروي

يعتبر من أكبر المشاريع التي صاحبت إنشاء سد مروي. يقع المطار في الولاية الشمالية شرق مدينة مروي على بعد كيلومترين من المطار القديم ويطل على طريق شريان الشمال الذي يربط مدينة مروي بجسم السد. ويعتبر من البنيات التحتية الهامة لـسد مروي وهو من المطارات الحديثة في السودان. ويعتبر ميناء جوياً يربط بين دول أفريقيا والخليج وأوروبا ويزود الطائرات بالوقود ويساهم في إنعاش السياحة بالسودان وقد صُمم على مواصفات هبوط وإقلاع الطائرات الضخمة. بدأت الدراسات الأولية للمشروع سنة 1993م وتم
تصميمه على أحدث نظم التكنولوجيا العالمية. ويبلغ طول مهبط الطائرات قرابة 4 كيلومتراً وعرضه 60 متراً. والمساحة الكلية للمطار تبلغ 18 كيلو متراً مربعاً بطول 6 كلم، وعرض 3 كلم.

## حجم الأعمال
تنقسم إلى ثلاثة مراحل عمل:
المرحلة الأولى: الأعمال الترابية والتسوير وأعمال الإسفلت وتقوم بها وحدة تعلية خزان الروصيرص بقيمة 385 مليون دينار.
أعمال الحماية والمباني: شركة فاتر السعودية والتي تقوم بتشييد المباني والصالات وبرج المراقبة والمكاتب الإدارية، وتكتمل في مارس 2006م.
أعمال السفلتة والمدرج: تقوم بها شركة مارسين ونار التركية – وتقوم بتركيب المعدات الملاحية والإضاءة المدرجة ويتوقع اكتمال أعمال المدرج في نهاية عام 2005م.[بحاجة لمصدر]

## مكونات المطار
- مدرج المطار: وقد صمم بمواصفات عالمية تسمح بهبوط جميع الطائرات وشيد بطول 3620 مترا وعرضها 60 مترا
- صالات بمساحة 80 مترا ومكونة من طابقين وتشمل صالة رئيسية وصالة انتظار.
- المباني: وتشمل برج الشحن والتفريغ ومبنى المعدات الأرضية والدفاع المدني ومحطة الوقود ومبنى الأرصاد الجوية والجمارك وموقف العربات بالإضافة إلى المسجد والكافتيريا.
- السور الداخلي: وتبلغ مساحته عشر كيلومترات، بتكلفة اجمالية 75,390 دينار سوداني.
- يصاحب إنشاء المطار تشييد طرق داخلية في مدينة مروي بطول 22 كلم.
- أعمال التشجير: وتشمل تشجير سور المطار بطول 10 كيلومترات بالإضافة إلى زراعة حدائق بين المباني وأمام المداخل الرئيسية وتقوم بهذه الأعمال شركة العريفي.
- تشرف على المطار دار كونسلت الحائزة على شهادة الجودة (الإيزو).
- تمهيد الأرض لتشييد مدرج المطار جانب من مدرج المطار: مطار مروي الدولي الجديد أحد المشروعات التي تقوم بها وحدة تنفيذ السدود في الولاية الشمالية كبنية أساسية ومشروع مصاحب لقيام مشروع سد مروي، وبالمطار عشرة مباني مختلفة النشاطات تفصيلها كالآتي:
- برج المراقبة
- مستودع الجمارك.
- الصالة الرئاسية الصالة الرئيسية.
- المسجد.
- الكافتريا.
- الإدارة الهندسية.
- الإدارة العامة.
- الدفاع المدني.

### مكونات المطار
- المدرج: ويبلغ طوله 4 كلم وعرضه 75 مترا. ويمكن للمدرج إستقبال طائرات بحجم Airbus A380 and Boeing B747- modified.
- مداخل ومواقف الطائرات: تبلغ مساحة موقف الطائرات مقدرة بـ 140 ألف متر مربع لاستيعاب 6 طائرات من الحجم الكبير wide-body و6 من الطائرات صغيرة الحجم في نفس الوقت.
- الإضاءة المدرجية: نظام الإضاءة المدرجية يصنف بـ CAT III وهو أعلى تصنيفات منظمة الطيران العالمية. ويحتوي النظام بجانب البنيات الأساسية:

- إضاءة منتصف المدرج.
- إضاءة مناطق الاقتراب.
- الإضاءة الفلاشية المتسلسلة.
- إضاءة مداخل ومواقف الطائرات.
- أنظمة تثبيت التيار.
- 2 مولد احتياطي.
- 2 غرفة للإضاءة الثانوية.
- أجهزة ضبط الإتجاه.
- الأنظمة الملاحية وأنظمة المباني: تم تزويد المطار بالأجهزة الملاحية الآتية: - جهازين للهبوط الآلي عند منطقتي الاقتراب (تسمح بالهبوط والإقلاع حتى في حالة إنعدام الرؤية).

- جهازي VOR/DME.
- جهاز الإرشاد الملاحي للطائرات NDB.
- أجهزة الإتصال: VSAT HF&VHF Multi channel digital recording system
- محطة إرصاد جوي حسب مواصفات منظمة الطيران العالمية.
- توجد بالمطار 3 مداخل للطائرات وسيتم تنفيذ مدخل إضافي لقرية الشحن.
Building Access	Fire Alarm
UPS Terminal	VHF
UPS Tower HF
BMS to Manage:	V-SAT
AC, Baggage Handling, PABX, Public Address FIDS, Fire Alarm, CCTV, UPS, Access Door System,	ILS CAT III (1st)
IT Infrastructure	ILS CAT III (2nd)
Flight Calibration	NDB (UHF Data Transition)
FIDS Security
Digital Recording System 	Meteorology Public Address CCTV
- أنظمة الصالات:

تحتوي على:
- شاشات عرض معلومات الرحلات Flight Information Display System
- شاشات عرض معلومات الأمتعة Baggage Information Display
- الإذاعة الداخلية.
- نظام الفوترة
- نظام ضبط أنظمة المباني
- نظام أجهزة الهبوط الآلي (Instrument Landing System ILS): وظيفة هذه الأجهزة الملاحية الأساسية هي مساعدة الطائرات على الهبوط بأمان وسلامة في الظروف العادية وخلال الظروف الجوية السيئة.
تم تزويد المطار بجهازي هبوط آلي في نهايتيه 02/20 وسيساعد هذا النظام الطيارين في الهبوط في حالات انعدام الرؤية.
-جهازي VOR/DME:
مهمتهم تزويد الطائرات العابرة والهابطة بالمعلومات عن المطار، الإتجاه والمسافة عن المسار للطائرة وحدود إطلاق هذه المعلومات تتراوح حتى 150 nautical miles
- جهاز الإرشاد الملاحي NDB (Non Directional Beacon):
وظيفة هذا النظام الأساسية هي مساعدة الطائرات غير المزودة بنظام VOR/DME للتعرف على موقع المطار. وهذا الجهاز مصمم لإعطاء معلومات عن الاقتراب وعن المسافة.
أنظمة الإتصال:
- أنظمة الإتصال بالأقمار الصناعيه VSAT
- أجهزة VHF & HF
تم تزويد المطار باجهزة الإتصال أرض-جو VHF وأجهزة الإتصال بين المطارات الولائية والدولية الاخري.
- Multi-Channel Digital Recording System
- أنظمة الأمن والسلامة.
- كاميرات المراقبة
- Closed Circuit TV System (CCTV)
- أنظمة المحافظة على التيار الكهربائي
- أجهزة الإتصال الآلية الخاصة Private Automatic Branch Exchange.
- أنظمة الإعلام الداخلي.
- شبكة تقنية معلومات متكاملة.
- أنظمة ضبط المداخل: وهي مرتبطة بشبكة مدعومة بكاميرات المراقبة وشاشات المراقبة.
- أنظمة إنذار الحريق Fire Alarm System (FAS).
- قرية الشحن Cargo Village: يستهدف المطار خدمات تصدير منتجات المنطقة والولاية. وتم اقتراح موقع قرية الصادر في الجزء الجنوبي من المطار ولها مدخل خاص بالطائرات يتم تنفيذه بالتوازي مع بداية هذه المرحلة.
تحتوي القرية على أنواع مختلفة من المنشآت والخدمات تتمثل في:
- مخازن جافة.
- مخازن مبردة ومجمدة.
- مخازن للبضاعة الترانزيت.
- معامل صحه.
- خدمات تصنيف، تعليب ووزن.
- خدمات مساعدة أخرى.
===الخدمات التي يقدمها المطار===:
النشاطات الآتية هي جزء من منظومة الخدمات التي يقدمها المطار:
- خدمة التزود بالوقود حيث تبلغ السعة التخزينية الحالية حوالي 250 الف جالون.
- خدمات وجبات
- خدمات معدات أرضية
- خدمات إيجار عربات وليموزين
- الأسواق الحرة
- خدمات رجال الأعمال[بحاجة لمصدر]

### الشركات العاملة في مطار مروي الدولي:[بحاجة لمصدر]
| اسم المشروع المقاول التمويل                               | مباني المطار                                                                             |
| --------------------------------------------------------- | ---------------------------------------------------------------------------------------- |
| شركة غاتر تحسين الفهد السعودية - الصندوق السعودي للصادرات | تشجير مطار مروي                                                                          |
| شركة العريفي المحدودة - وزارة المالية والاقتصاد الوطني    | ممرات طرق مطار مروي                                                                      |
| شركة المسرة منتجات الاسمنت - وزارة المالية                | مشروع تركيب وتشغيل الإضاءة المدرجية                                                      |
| شركة كريتفلي - وزارة المالية                              | توريد معدات ومواد الإضاءة المدرجية                                                       |
| شركة ألستوم (إنجلترا) - وزارة المالية                     | مشروع رصف مطار مروي الجديد                                                               |
| شركة مارسين اونار التركية - وزارة المالية                 | أجهزة الملاحة الجوية وأنظمة المباني                                                      |
| شركة ناف كنترول الفرنسية - وزارة المالية                  | الأعمال الترابية وحدة السد الترابي                                                       |
| وزارة المالية                                             | الأعمال الخارجية (الكيربستون والانترلوك) والأعمال المدنية لغرف الإضاءة المدرجية الثانوية |
| شركة النصر للإسكان والتشييد - وزارة المالية               | شبكات الصرف الصحي، المياه، الحريق                                                        |
| أعمال عمر أبو القاسم - وزارة المالية                      | شبكات الكهرباء (الضغط العالي والمنخفض)                                                   |
| شركة كريتفلي - وزارة المالية                              | الإضاءة المدرجية الثانوية                                                                |
| شركة كريتفلي - وزارة المالية                              | سيور العفش وكواشف الامتعة                                                                |
| شركة لوقان الإنجليزية - وزارة المالية                     | المعدات الأرضية                                                                          |
| شركات متعددة من أنحاء العالم - وزارة المالية              | تخطيط المطار والعلامات الأرضية الطيران المدني وزارة المالية.                             |

## شركات الطيران والوجهات
| الخطوط       | الأماكن |
| ------------ | ------- |
| نوفا للطيران | الخرطوم |

## وصلات خارجية
سلطة الطيران المدني السودانية